# Drenka Willen
Drenka Willen (geboren 1928 bei Zagreb, Königreich Jugoslawien) ist eine jugoslawisch-US-amerikanische Verlagslektorin und Übersetzerin.

## Leben
Drenka floh 1941 während des Zweiten Weltkriegs mit ihrer Schwester und Mutter nach Belgrad, nachdem ihr Bruder, ihr Vater und zahlreiche Verwandte ermordet worden waren. Während des Krieges lernte sie Deutsch, danach Russisch und Englisch. Sie ging 1949 nach England, wo sie an der Birmingham University studierte. Zwischen 1953 und 1956 war sie Englischlehrerin an der Universität Belgrad. 1956 heiratete sie einen US-Amerikaner aus New York City und zog in die USA. Ab 1961 arbeitete sie als freie Übersetzerin aus dem Serbokroatischen für den Verlag Harcourt, als sie von  William Jovanovich den Auftrag erhielt, Kurzgeschichten von Ivo Andrić zu übersetzen. Danach edierte sie die Autobiografie von Milovan Djilas.
Ab 1981 arbeitete als feste Lektorin für Harcourt und übernahm von Helen Wolff die Leitung der Sparte fremdsprachiger Autoren Helen and Kurt Wolff Books, zu deren Autoren Umberto Eco, Georges Simenon und Günter Grass gehörten. Sie gewann unter anderem die Autoren Octavio Paz, José Saramago und Wisława Szymborska hinzu und lektorierte die Übersetzungen. Unter den weiteren von ihr für den Verlag gewonnenen Autoren waren Yehuda Amichai, Italo Calvino, Margaret Drabble, Abraham B. Jehoshua, Ryszard Kapuściński, Danilo Kiš, Stanislaw Lem, Cees Nooteboom, Amos Oz, Arturo Perez-Reverte und Charles Simic. 1990 gab sie unter dem Titel Too Loud a Solitude Bohumil Hrabals Příliš hlučna samota heraus, Willen engagierte dafür Michael Henry Heim als Übersetzer. Aus der englischsprachigen Literatur betreute sie u. a. David Guterson und Claire Messud.
Willen kaufte in den 1980er Jahren die Rechte für Memorial do Convento von Saramago und hielt an ihm fest, obwohl sie von diesem und drei weiteren von ihr herausgegebenen Büchern nicht mehr als jeweils 3.000 der 5.000 gedruckten Exemplare verkaufen konnte. Von Stadt der Blinden konnte der Verlag dann 20.000 Exemplare absetzen, das war noch vor dem Nobelpreis. Am Ende stellte sich heraus, dass Willen vier Literaturnobelpreisträger mit ihren englischen Übersetzungen unter ihren Autoren hatte.
1998 erhielt sie den „PEN/Roger Klein Editorial Award“. Als ihr Arbeitsplatz im Dezember 2008 einer Umstrukturierung im Unternehmen zum Opfer fiel, organisierte Grass einen internationalen Protest bei der Unternehmensführung. Diese gab nach, und Willen wurde im Januar wieder eingestellt. Willen war gerade dabei, das fünfzigjährige Jubiläum des Erscheinens der tin drum mit einer Neuübersetzung durch Breon Mitchell vorzubereiten.
Willen wurde 2009 mit dem sechsten „Lifetime Achievement Award“ des London Book Fair geehrt, die Festansprache hielt Umberto Eco. 2013 erhielt sie den neu ausgelobten Ottaway-Preis von Words Without Borders, dabei widmete der poeta laureatus Charles Simic  ihr, die „wie er Hitler und Stalin als Reiseagenten hatte“, sein Gedicht On This Very Street in Belgrade über seine Wiederkehr nach Belgrad, Jahre später.

## Übersetzungen (Auswahl)

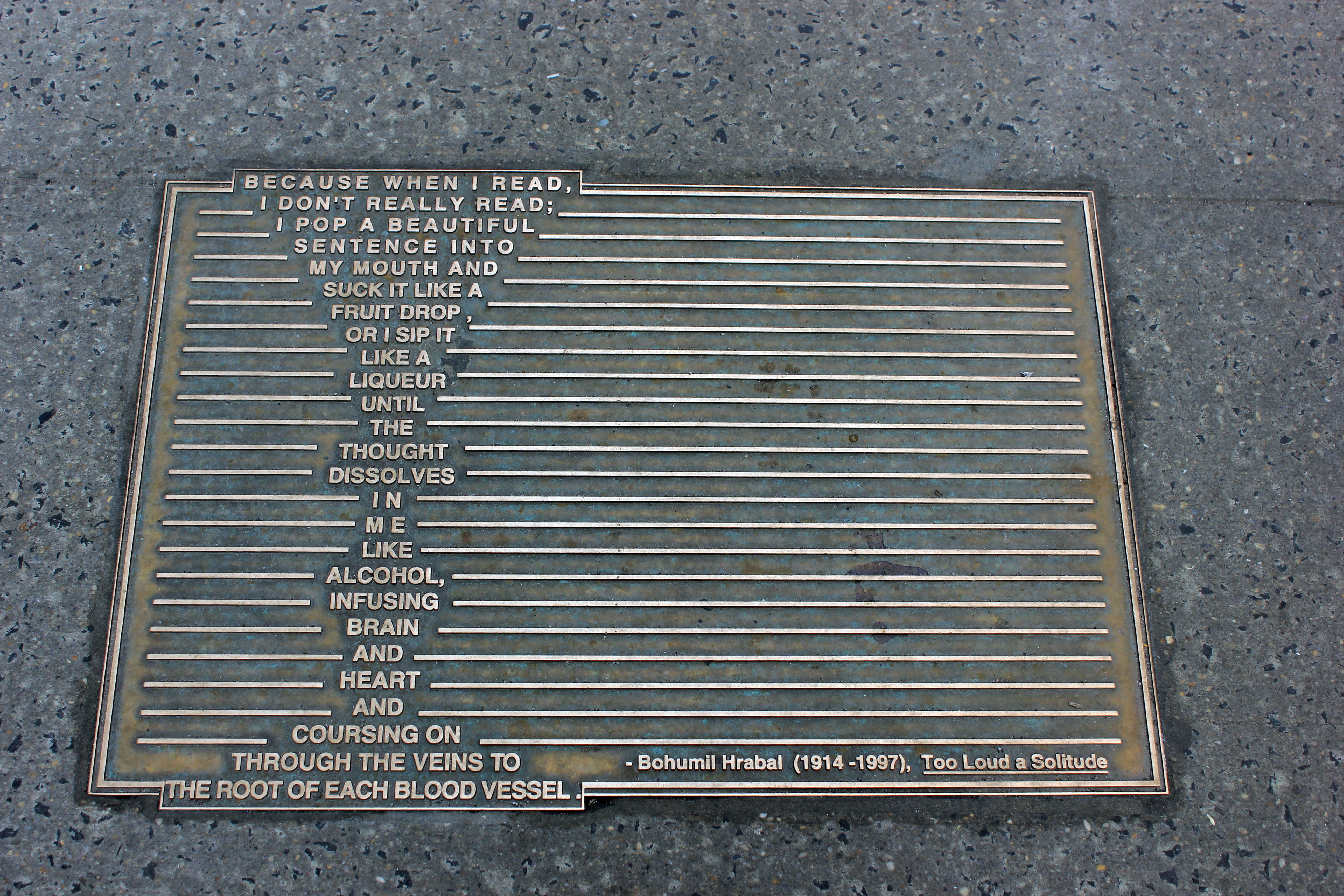
Bohumil Hrabal: Allzu laute Einsamkeit
Sal Robinson: a good description of the way she reads and feels about literature

- Ivo Andrić: The Vizier' s elephant : three novellas. New York : Harcourt, 1961
- Mihajlo Lalić: The Wailing Mountain. New York : Harcourt, Brace & World, 1965
- Matija Bećković; Dušan Radović: Che: A permanent tragedy. New York : Harcourt, 1970
- Milovan Đilas: Memoir of a revolutionary. New York : Harcourt, 1973
- Ivan Kušan: The mystery of the stolen painting. Illustrationen Charles Robinson. New York : Harcourt, 1975